# ハリエット・ストーントン殺害事件
ハリエット・ストーントン殺害事件（はりえっとすとーんとんさつじんじけん、Murder of Harriet Staunton）は、1877年4月にイギリス、ロンドン郊外のペンジで発生した死亡事件である。被害者のハリエット・ストーントン（旧姓リチャードソン (Richardson)）は、1歳の息子トマス・ストーントンがガイズ病院にて栄養失調で死亡した5日後の4月13日（金曜日）にペンジの下宿で死亡した。同年9月、ロンドン中央刑事裁判所でハリエットの夫ルイス・ストーントンとパートナーのアリス・ローズ (Alice Rhodes)、弟のパトリック・ストーントンとその妻エリザベスの4人が、謀殺の罪で有罪となった。当初は全員が絞首刑の判決を言い渡されたが、医学的証拠の取り扱い方や法廷の公平性に対する疑問の声が上がり、再審理の末、有期刑に減刑された。

## 背景
ハリエット・ストーントンの父親はエセックス出身の聖職者で、ハリエットが12歳のときに死亡した。ハリエットは後に大叔母の遺言書によって5,000ポンドを相続した。彼女は知能が低かったうえに学習障害があったと伝えられている。
ルイス・ストーントン（LouisまたはLewis Staunton、1851年ころの生まれ）は、ストリートハム出身の競売事務員であった。彼は、23歳の時にハリエットと初めて出会った一方、15歳の少女アリス・ローズとも関係を持っていた。ストーントンの弟パトリックは、アリス・ローズの姉エリザベスと結婚した。
ルイスは、アリス・ローズの義父でリチャードソン家の親戚であるトマス・ヒンクスマン (Thomas Hinksman)を通じてハリエットに会った。短期間の交際後、2人は婚約を交わした。ハリエットの母親ミセス・バターフィールド (Mrs Butterfield)はこれに猛反対し、結婚を阻もうと、娘に対する精神障害の宣告を出させて大法官裁判所の保護下に入れようとしたが、失敗した。1875年6月に、2人はクラップハムで結婚した。ブリクストン (Brixton)にある2人の住まいをミセス・バターフィールドが訪れたところ、その後まもなく「夫が反対しているのでもう来ないで欲しい」と書かれた手紙がハリエットから届いた。

## 犯行
1876年3月に、ハリエットは息子を生み、彼はトマスと名付けられた。同時期、ルイスは、ケントのカダム (Cudham)の近くにリトル・グレーズ (Little Grays)という家を買った。
8月にルイスは、リトル・グレーズに引っ越してアリス・ローズと同棲した。一方、ハリエットとトマスは、パトリックとエリザベスが住む、カダムから1マイル離れた場所にあるフリス・コテージ (Frith Cottage)へと引っ越しさせられた。ハリエットとトマスは、カーテンもなければ洗濯用具や十分な家具もない、階上の小さな一室に監禁された。ハリエットは、部屋から出ればパトリックから暴力を振るわれるため、怖くて部屋の中にいるしかなかった。ミセス・バターフィールドは、何とかして娘に会おうとリトル・グレーズに出向いたが、ルイスに追い返された。10月に、ハリエットがフリス・コテージから逃れようとしたところ、パトリックに力ずくで抑え込まれ、暴力を振るわれた。
1877年前半にトマスの健康状態が極めて悪化し、4月8日（日曜日）にパトリックとエリザベスがトマスをロンドンのガイズ病院に連れて行ったものの、トマスは当日の晩に死亡した。このときのトマスは重度の栄養不良で、頬には身体的虐待を示唆する打撲傷があった。4月12日（木曜日）に、ハリエットはフリス・コテージからペンジのフォーブス・ロード34番地(34 Forbes Road)にある下宿屋に移された。到着直後の彼女の様子は「生きた女性というよりもむしろ死体のよう」で、到着した翌日に死亡した。死亡証明書には、死因が「脳病」（卒中）と書かれた。

## 取り調べ

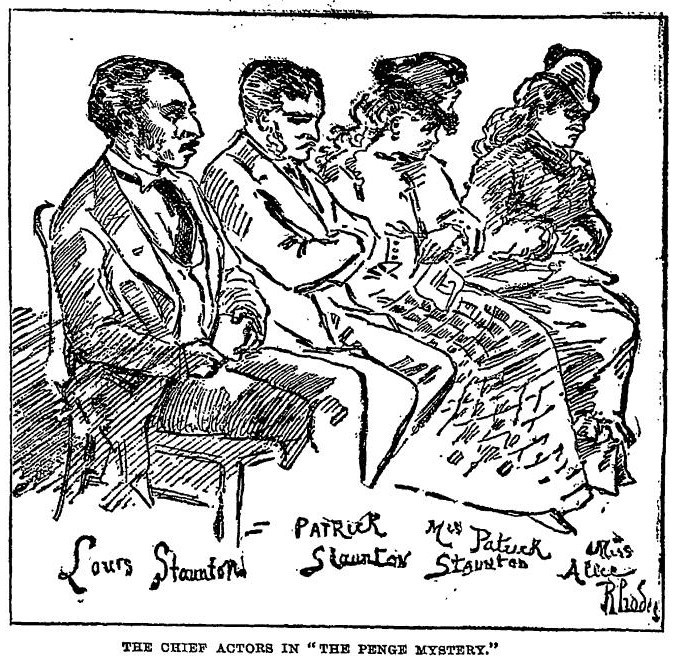
公判での被告人ら（左から）ルイス・ストーントン、パトリック・ストーントン、エリザベス・ストーントン、アリス・ローズ

ハリエットの死をめぐる疑惑のきっかけは、ある郵便局でルイス・ストーントンが妻の死亡を届け出る方法を調べていたところに、ハリエットの義理の兄弟ルイス・カサビアンカ (Louis Casabianca)が出くわしたことだった。疑念を抱いたカサビアンカが警察に行き、ハリエットの検視が行われた。彼女の遺体は不潔で、もつれた髪にシラミがたかっていた。また、遺体には重度の栄養失調の徴候があり、死亡時の体重は体重は5ストーン4ポンド（約34キログラム）だった。検視の結果、死因は「飢餓およびネグレクト」と判断された。
ルイス、パトリック、エリザベス、およびアリス・ローズが、謀殺の容疑で逮捕、起訴された。事件は、大いに公衆の注目を集め、すぐさま4人の人形がマダム・タッソー館で展示された。

## 公判と再審理
9月に、ストーントン家の人々とアリス・ローズは、ハリエットの謀殺の罪で、ヘンリー・ホーキンスが裁判長を務める法廷で公判に付された。事件は大きな関心を集め、着飾った貴婦人らは被告人をオペラ・グラスでじろじろとながめながら進行を楽しんだ。エドワード・ジョージ・クラーク (Edward George Clarke)率いる弁護側は、ハリエットの栄養失調はアルコール依存症による拒食が原因だと主張した。犠牲者の死因は髄膜炎および結核だったとする医学的証拠も提出された。陪審は、被告人4人全員に有罪の評決を下し、絞首による死刑の判決が言い渡された。評決が読み上げられると、パトリックは「けいれんを起こしたようにひきつり」、ルイスは「眼を見開いて正面をじっと見つめ、完全に呆然としていた」という。寒く霧深い天候にもかかわらず、大群衆が法廷の建物をとり囲み、評決に喝采を贈った。判決の言い渡しの際、裁判長のホーキンスは、この犯罪は記録に残る最も「邪悪で忌まわしい」もののひとつだと言い、信じられない「蛮行」と残酷行為があったと述べた。
評決を受けて、専門家による医学的な証拠が無視した裁判に抗議する700人の医師が署名した書簡が、医学誌の『ランセット』に掲載された。また、裁判長のホーキンスが被告人らに対して偏見を持っていたとする見方も多かった。小説家チャールズ・リード(Charles Reade)が評決に反対する運動を起こし、内務大臣R・A・クロス(R. A. Cross)によって事件の再審理が行われた。その結果、アリス・ローズが恩赦によって直ちに釈放され、他の3人は終身刑に減刑された。パトリックは獄死し、エリザベスは1883年に釈放された。ルイスは1897年に釈放された後も無実を主張し、オーストラリアに移住した。

## この事件を扱った作品
1934年に、エリザベス・ジェンキンスが、本事件にもとづく小説『Harriet』を刊行した。この小説は、イーヴリン・ウォーの『一握の塵』に勝ってフェミナ賞を受賞し、2012年にパーセフォニィ・ブックス(Persephone Books)によって再刊された。